# Martin Litchfield West

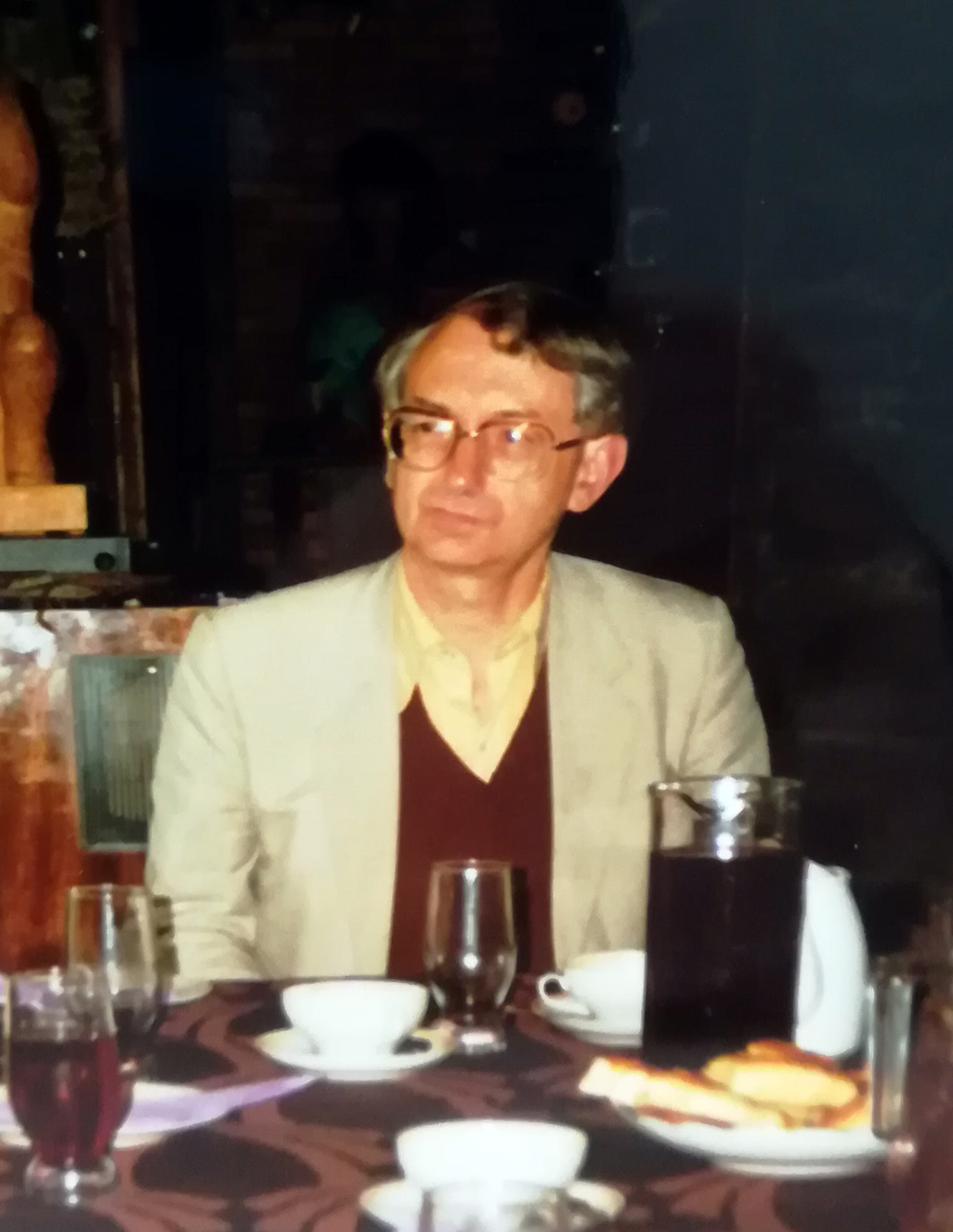
Martin Litchfield West bei einem Besuch in Estland, September 1996

Martin Litchfield West OM (* 23. September 1937 in London; † 13. Juli 2015 in Oxford) war ein britischer klassischer Philologe. Er zählt zu den prominentesten Vertretern des Faches, besonders der Gräzistik.

## Leben und Werk
West arbeitete nach dem Studium der Klassischen Philologie an der University of Oxford. 1960 wurde er Junior Woodhouse Research Fellow am St John’s College, 1963 Fellow and Praelector in Classics am University College. Er wirkte an dem 1968 erschienenen Supplement des Griechisch-Englisch-Lexikons von Liddell und Scott mit. 1974 wurde er auf den Lehrstuhl für Gräzistik an der University of London berufen. 1994 wechselte er als Senior Research Fellow an das All Souls College der Universität Oxford, wo er 2004 emeritiert wurde.
Seine Forschungen befassten sich mit der Musik der griechischen Antike, den Beziehungen zwischen Griechenland und dem Nahen Osten, zwischen dem Schamanismus und der griechischen Religion und mit der Orphik. Dazu zog er neben lateinischen und griechischen auch Texte der antiken Sprachen des Nahen Ostens heran. Im Anschluss an diese Arbeit beschäftigte sich West auch mit der indogermanischen Kultur und Poesie. Von 1998 bis 2000 erschien seine kritische Edition des Textes der Ilias in zwei Bänden in der Bibliotheca Teubneriana. Bedeutsam ist der Abschnitt Studies in the Text and Transmission of the Iliad.

## Auszeichnungen
West war ordentliches Mitglied der British Academy, Mitglied der Academia Europaea (1998) und der American Philosophical Society sowie korrespondierendes Mitglied der Akademie der Wissenschaften zu Göttingen. 1998 erhielt er den Runciman Award. 2000 erhielt er für seine Leistungen in der Altertumskunde den Balzan-Preis. Bei der Verleihung der Kenyon Medal for Classical Studies der British Academy (2002) wurde West „der brillanteste und produktivste Gräzist seiner Generation“ genannt.

## Bibliografie

### Bücher (Auswahl)
- Early Greek Philosophy and the Orient. Clarendon Press, Oxford 1971.
- Textual Criticism and Editorial Technique Applicable to Greek and Latin Texts (= Teubner Studienbücher). Teubner, Stuttgart 1973.
- Studies in Greek Elegy and Iambus (= Untersuchungen zur antiken Literatur und Geschichte. Band 14). de Gruyter, Berlin/New York 1974.
- Immortal Helen. An inaugural lecture delivered on 30 April 1975. Bedford College, London 1975, ISBN 0-900145-30-7.
- Greek Metre. Clarendon Press, Oxford 1982, ISBN 0-19-814018-5.
- The Orphic Poems. Clarendon Press, Oxford 1983, ISBN 0-19-814854-2.
- The Hesiodic Catalogue of Women. Its Nature, Structure, and Origins. Clarendon Press, Oxford 1985, ISBN 0-19-814034-7.
- Introduction to Greek Metre. Clarendon Press, Oxford 1987, ISBN 0-19-872132-3.
- Studies in Aeschylus (= Beiträge zur Altertumskunde. Band 1). B.G. Teubner, Stuttgart 1990, ISBN 3-519-07450-8.
- Ancient Greek Music. Clarendon Press, Oxford 1992, ISBN 0-19-814897-6.
- Die griechische Dichterin. Bild und Rolle (= Lectio Teubneriana. Band 5). Teubner, Stuttgart/Leipzig 1996, ISBN 3-519-07554-7.
- The East Face of Helicon: West Asiatic Elements in Greek Poetry and Myth. Clarendon Press, Oxford 1997, ISBN 0-19-815042-3 (Teildigitalisat).
- Studies in the text and transmission of the Iliad. Saur, München 2001, ISBN 3-598-73005-5.
- Indo-European Poetry and Myth. Oxford University Press, Oxford 2007, ISBN 978-0-19-928075-9.
- The Making of the Iliad. Disquisition and Analytical Commentary. Oxford University Press, Oxford 2011, ISBN 978-0-19-959007-0.
- Hellenica. Selected Papers on Greek Literature and Thought. Band 1: Epic. Oxford University Press, Oxford 2011, ISBN 978-0-19-960501-9.
- The epic cycle. A commentary on the lost troy epics. Oxford University Press, Oxford 2013, ISBN 978-0-19-966225-8.
- The making of the Odyssey. Oxford University Press, Oxford 2014, ISBN 978-0-19-881019-3.

### Herausgabe, Kommentare und Übersetzungen klassischer Texte
- Hesiod, Theogony. Hrsg. mit Prolegomena und Kommentar von M. L. West. Clarendon Press, Oxford 1966.
- Fragmenta Hesiodea. Hrsg. von Reinhold Merkelbach und M. L. West. Clarendon Press, Oxford 1967.
- Iambi et elegi Graeci ante Alexandrum cantati. 1: Archilochus. Hipponax. Theognidea. Clarendon Press, Oxford 1971.
- Iambi et elegi Graeci ante Alexandrum cantati. 2: Callinus. Mimnermus. Semonides. Solon. Tyrtaeus. Minora adespota. Clarendon Press, Oxford 1972.
- Sing me, goddess. Being the first recitation of Homer’s Iliad. Übersetzung von M. L. West. Duckworth, London 1971, ISBN 0-7156-0595-X.
- Theognidis et Phocylidis fragmenta et adespota quaedam gnomica (= Kleine Texte für Vorlesungen und Übungen. Band 192). de Gruyter, Berlin 1978.
- Hesiod, Works and Days. Hrsg. mit Prolegomena und Kommentar von M. L. West. Clarendon Press, Oxford 1978.
- Delectus ex Iambis et Elegis Graecis. Clarendon Press, Oxford 1980, ISBN 0-19-814589-6.
- Carmina Anacreontea (Bibliotheca Teubneriana). Teubner, Leipzig 1984, ISBN 3-8154-1025-8.
- Euripides, Orestes. Hrsg. mit Übersetzung und Kommentar von M. L. West. Aris & Phillips, Warminster 1987, ISBN 0-85668-310-8.
- Hesiod, Theogony, and Works and Days. Übersetzung und Einleitung von M. L. West. Oxford University Press, Oxford 1988, ISBN 0-19-281788-4.
- Aeschyli Tragoediae cum incerti poetae Prometheo (Bibliotheca Teubneriana). Teubner, Stuttgart 1990, ISBN 3-519-01013-5.
- Greek Lyric Poetry. The poems and fragments of the Greek iambic, elegiac, and melic poets (excluding Pindar and Bacchylides) down to 450 B.C. Versübersetzung von M. L. West. Oxford University Press, Oxford 1993, ISBN 0-19-282360-4.
- Homeri Ilias. Volumen prius rhapsodias I-XII continens (Bibliotheca Teubneriana). Teubner, Stuttgart/Leipzig 1998, ISBN 3-519-01431-9.
- Homeri Ilias. Volumen alterum rhapsodias XIII-XXIV continens (Bibliotheca Teubneriana). Saur, Leipzig/München 2000.
- Homeric Hymns, Homeric Apocrypha, Lives of Homer. Hrsg. und Übersetzung von M. L. West (= Loeb Classical Library. Band 496). Harvard University Press, Cambridge (Mass.) 2003, ISBN 0-674-99606-2.
- Greek Epic Fragments from the Seventh to the Fifth Centuries BC. Hrsg. und Übersetzung von M. L. West (= Loeb Classical Library. Band 497). Harvard University Press, London/Cambridge, Mass. 2003, ISBN 0-674-99605-4.
- Homeri Odyssea (Bibliotheca Teubneriana). Walter de Gruyter, Berlin/Boston 2019, ISBN 978-3-11-042539-0.